# Giancarlo Galli (sportivo)
Giancarlo Galli (Rovato, 8 febbraio 1963) è un atleta paralimpico italiano appartenente alla categoria  e specializzato nel ciclismo su strada e velocità su pista..

## Biografia
Giancarlo Galli nasce l’8 febbraio 1963 a Rovato (BS), figlio di Mario Galli e Mariarosa Bonassi, primo di quattro figli, dopo di lui, Emilia, Gabriella e Fulvio.
All'età di quattordici anni intraprende una brillante carriera nel campo dell'edilizia, che sognava fin da quando era bambino e, a soli diciassette anni, ha già creato una ditta indipendente in società con sette amici del paese.
L’8 novembre 1981, la sua vita cambia drasticamente; viene catapultato nel buio e nell'incertezza di una vita da ricostruire. Quel giorno rimane vittima di un incidente stradale. A causa di un malore la sua macchina va a scontrarsi frontalmente con un'altra e le conseguenze sono devastanti: trauma cranico, frattura del setto nasale e delle mandibole, sbriciolamento degli zigomi, ematoma e distacco della retina dell'occhio sinistro, lacerazione del nervo ottico destro. Da quel giorno inizia la sua cecità.
Chi oggi lo conosce può stentare a credere che da quel momento è iniziato per lui un vero calvario e un lungo periodo di grande sofferenza.
Il primo grande passo per iniziare la nuova vita è quello di iscriversi ad un corso di abilitazione al lavoro di centralinista. Nel 1986 inizia così a lavorare con soddisfazione presso il Comune di Rovato, ma abituato ad un ritmo di vita più attivo, sente che manca qualcosa, è così che si avvicina allo sport e più precisamente al ciclismo in tandem.
Inizialmente utilizza un tandem "fatto in casa", due biciclette saldate assieme; la prima grande guida è la mamma Mariarosa, seguita da sorelle e parenti vari.
Per affrontare le gare agonistiche, però, anche Giancarlo si è dovuto adeguare ad un tandem professionale e ad una guida più qualificata.
È con Giuseppe Zoppi che inizia una dura preparazione agonistica.
Giancarlo da lì percorre in media 18.000 chilometri all'anno (circa 50 chilometri al giorno). Negli anni olimpici i chilometri salgono a 25.000, ovvero 70 chilometri nell'arco della giornata. Vista l'intensità degli allenamenti, aveva tre guide al giorno che si alternavano per reggere i suoi ritmi.

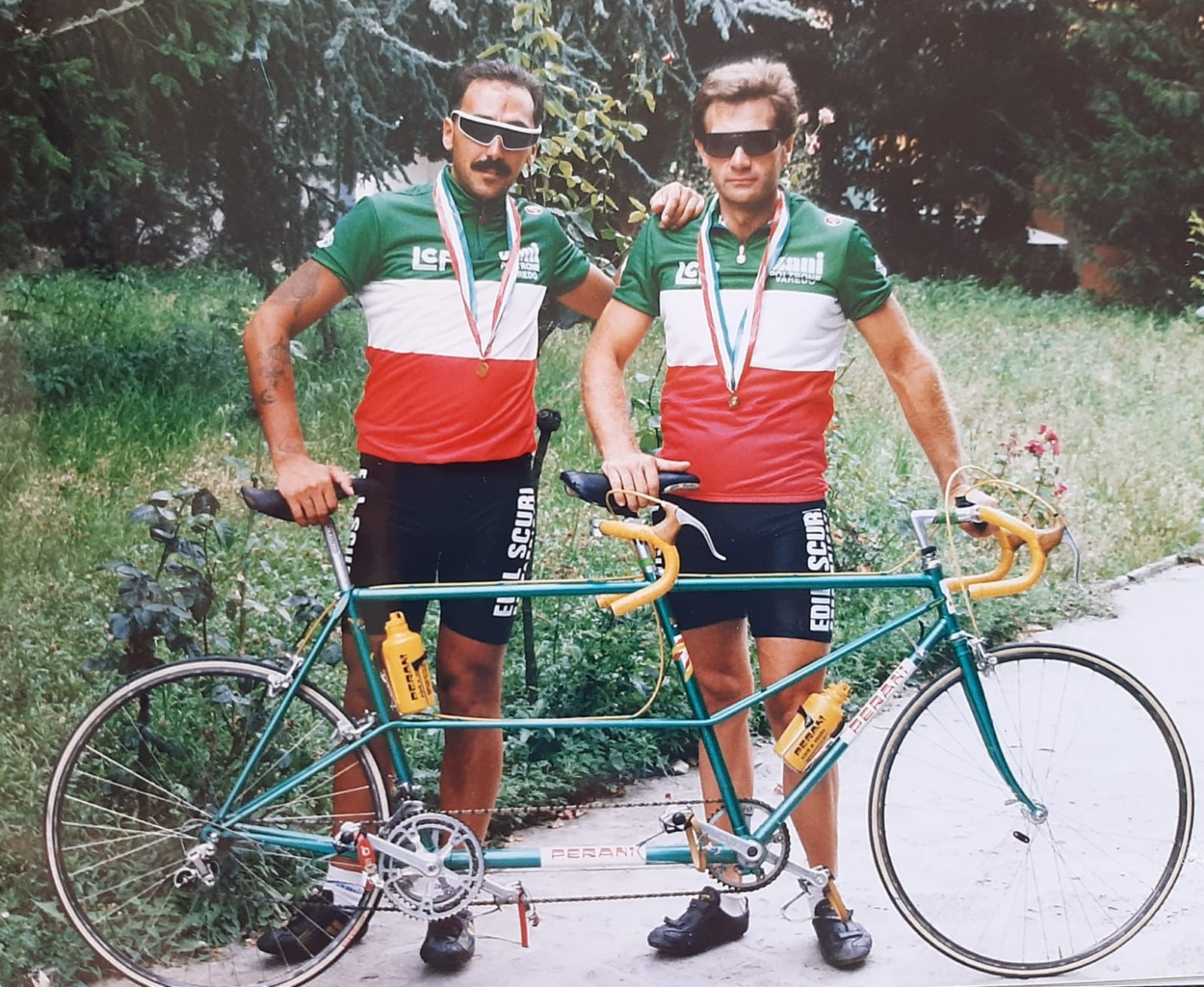
Giancarlo Galli e Giuseppe Zoppi

Con Zoppi riesce a perdere 20 Kg in un mese, vince con lui il primo campionato italiano ad Enna il 2 Giugno 1988 e lo stesso anno partecipano al Tour De France piazzandosi al 6º posto in classifica generale e al 2° nel Gran Premio della Montagna.
A questo primo successo seguono numerose vittorie e soddisfazioni.
C’è da precisare che fino al 1988 a Brescia non esisteva un gruppo sportivo per non vedenti. Galli gareggiò infatti col gruppo sportivo Brianza di Monza fino a quel momento. Anche qui si rimbocca le maniche e decide quindi, insieme all’amico Gilberto Pozza, di fondare un gruppo sportivo nella propria Città. Nel 1989 nasce il G.S. Brixia U.I.C. (Unione Italiana Ciechi), dove Gilberto Pozza ricoprì il ruolo di Presidente. Grazie a questo nuovo gruppo sportivo molti bresciani non vedenti furono supportati nella loro Città, nacquero così molti altri campioni sportivi in varie discipline come atletica, Nuoto, Sci.
Nel 1990 conosce e sposa Giovanna Salvi, la quale nello stesso anno lo rende padre di Jennifer e nel 1995 di Brian. Il matrimonio dura 20 anni fino al 2010, quando si lasciano, lui sempre pronto a reagire e non abbattersi, non si ferma e frequenta per tre anni un corso per diventare operatore di Shiatsu.
Con Domenico Perani vince una decina di campionati italiani, vengono convocati alle Olimpiadi di Barcellona nel 1992 e si classificano 7° nella competizione su strada e 5° nella cronometro a squadre.
Sempre con Perani partecipa ai mondiali in Belgio nel 1994 ottenendo il 4º posto nel Chilometro da fermo su pista e 1'11º posto, a causa di una foratura, su strada.
Con l'amico Giacomo Sbaraini vince il giro di Sardegna nel 1989 e tante altre manifestazioni.
Giunge nel 1996 la convocazione alla seconda Olimpiade ad Atlanta. Purtroppo un altro tragico evento mette a dura prova il campione che perde il padre, in un incidente sul lavoro, a pochi giorni dalla partenza. Decide, però, di partecipare, spinto dall'orgoglio che il padre Mario nutriva nei suoi confronti.
Proprio al padre dedica le tre medaglie olimpiche: oro con Paolo Botti velocità su pista, con lo stesso arriva anche il bronzo nel Chilometro da fermo e l’argento con Campedelli Pascal nella 120 Km su strada.
E in quel momento che si realizza un altro sogno di Giancarlo: essere accolto, al ritorno da una grande manifestazione, dalla banda del paese. Anche gli abitanti della piccola frazione dove abita gli riservano una calorosa accoglienza organizzando una parata con i bersaglieri in bicicletta e una grande festa all'oratorio. Tutta la comunità si stringe intorno al campione che non avrebbe mai pensato di ricevere così tanta stima e affetto.  Era stato il migliore tra i 10.000 atleti che ogni quattro anni partecipano alle Paraolimpiadi.
Nel 1998 viene convocato ai mondiali a Colorado Spring e questa volta ad accompagnarlo dovrebbe essere ancora l'amico Paolo Botti, ma a causa di una rovinosa caduta costata alla guida la frattura della clavicola e a lui gravi lacerazioni alla gamba e al braccio sinistro, si piazza al 5º posto nel Chilometro da fermo su pista con la nuova guida Serenella Bortolotto e al 7º posto nella cronometro con Imerio Vespiniani.
Nell'Ottobre del 2000 Giancarlo viene convocato alla terza Olimpiade a Sidney con Paolo Botti, si classificano al 5º posto nella velocita su pista e al 7º posto nel Chilometro da fermo.
Nell'Agosto del 2003 partecipa con Matteo Benedetti alla coppa del mondo in Canada piazzandosi 6º nella cronometro su strada.
Per raggiungere questi splendidi risultati, però, Giancarlo ha dovuto affrontare duri allenamenti che gli hanno procurato problemi alle ginocchia, alla schiena e che lo hanno messo nelle condizioni di rinunciare alla quarta convocazione alle Olimpiadi di Atene.
Dopo un periodo di "riposo attivo" all'età di 43 anni decide di tomare in pista e con la guida Emanuele Dalla Pellegrina (con il 
quale aveva già vinto due titoli italiani) vince il 19º titolo italiano.
Nel 2006 decide di rimettersi in gioco e in discussione partecipando ai mondiali in Svizzera con la guida Gianmarco Agostini con il quale ottiene l'8º posto all'inseguimento in pista e l'8º posto su strada a causa di un tamponamento in volata negli ultimi 500 metri.

## Palmarès
1988
- 2 giugno 1988: In coppia con Zoppi Giuseppe nell’autodromo di “Pergusa” Enna, vince la prova Campionato Italiano cronometro
- 26 giugno 1988: Alba Mondovì, con la guida Zoppi Giuseppe, 2ª prova di Campionato Italiano in salita, 1º classificato
- 3 luglio 1988: a Varedo Brianza con Zoppi Giuseppe, si aggiudica il Campionato Italiano su strada
- 24 luglio 1988: “Tour de France” per non vedenti, 6º in classifica generale e 2° G.P. della Montagna

1989
- Maggio 1989: in coppia con Sbaraini Giacomo, si aggiudicano il giro di Sardegna
- 24 maggio 1989: in coppia con Zoppi Giuseppe si aggiudicano il titolo di Campionato Italiano su strada
- Giugno 1989: a Padova con Zoppi Giuseppe vincono il titolo Italiano a cronometro

1990
- Giugno 1990: in coppia con Perani Domenico vince il 3º titolo italiano su strada a Rimini
- 7 giugno 1990: convocato dalla Nazionale per i Mondiali tenutisi a St.Etienne in Francia

1991
- Aprile 1991: campioni di Lombardia ad Adro (BS), con guida Perani Domenico
- Luglio 1991: a Monza (MI) in coppia con Perani Domenico, vincono il Campionato Italiano

1992
- Luglio 1992: 7º posto su strada ai IX Giochi paralimpici estivi di Barcellona con Perani Domenico

1994
- Maggio 1994: a Rimini con Perani Domenico vince il titolo Italiano su strada
- 29 luglio 1994: ai Mondiali in Belgio, 4° su pista Km da fermo e 11° su strada (a causa di una foratura)

1995
- Luglio 1995: ad Altedo (BO) vince il titolo italiano in coppia con Perani Domenico

1996
- 17 Agosto 1996: Medaglia di bronzo ai X Giochi paralimpici estivi di Atlanta in coppia con Botti Paolo, su pista km da fermo
- 19 agosto 1996: Medaglia d'oro ai X Giochi paralimpici estivi di Atlanta con Paolo Botti, su pista velocità
- 21 agosto 1996: Medaglia d'argento ai X Giochi paralimpici estivi di Atlanta con Campedelli Pascal, su strada

1997
- Luglio 1997: a Empoli in coppia con Perani Domenico vince il campionato italiano su strada

1998
- Settembre 1998: 5º classificato ai Campionati del mondo di paraciclismo a Colorado Springs; 5° su pista km da fermo con Serenella Bortolotto
- Settembre 1998: 8º classificato ai Campionati del mondo di paraciclismo a Colorado Springs nella cronometro in coppia con Vespiniani Imerio

1999
- Giugno 1999: in coppia con Vespiniani Imerio vince il titolo Italiano a Cronometro a Stezzano (BG)

2000
- 5º classificato ai XI Giochi paralimpici estivi di Sidney in velocità su pista, con Paolo Botti
- 7º classificato ai XI Giochi paralimpici estivi di Sidney in Chilometro da fermo su pista, con Paolo Botti

2001
- 29 giugno 2001: Vincitore titolo italiano a Paullo (MI) in coppia con Perani Domenico
- Luglio 2001: Vincitore in coppia con Vespiniani Imerio del campionato italiano Chilometro da fermo su pista e inseguimento

2002
- 14 luglio 2002: Vincitore titolo di Campionati Italiano a Pordenone in coppia con Emanuele Dalla Pellegrina

2003
- 23 maggio 2003: Vincitore titolo italiano su strada a Padova in coppia con Emanuele Dalla Pellegrina
- Agosto 2003: convocato per la Coppa del Mondo in Canada

2004
- Agosto 2004: Convocato alla 4ª Olimpiade ad Atene, però vengono esclusi in quanto la sua guida era un ex professionista da soli due anni ed il regolamento ne prevedeva almeno 3 di fermo

2006
- 11 Giugno 2006: Vince per la 19º volta il titolo italiano in coppia con Emanuele Dalla Pellegrina a Giussano (MI)

## Onorificenze
- Collare d’oro allo sportivo consegnata dal Presidente della Repubblica Oscar Luigi Scalfaro
- Leone d’oro di Rovato
- Oscar dello sportivo